# Pequeña Caimán

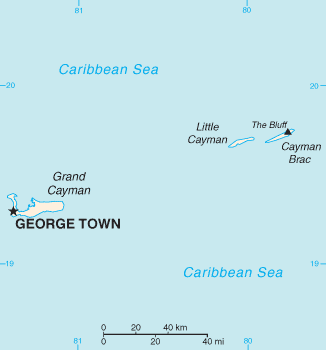
Pequeña Caimán está ubicada en el Mar Caribe entre las islas Gran Caimán y Caimán Brac.

Pequeña Caimán (en inglés Little Cayman) es la más pequeña de las Islas Caimán, se encuentra al noreste de la isla más grande Gran Caimán: tiene una superficie aproximada de 26 km² y una población de menos de 170 personas.
Gran parte de la isla está al nivel del mar, y es accesible por aire a través de la aerolínea local Cayman Airways y por mar desde Caimán Brac, tiene algunas tiendas, restaurantes, el aeropuerto Edward Bodden Airfield, una oficina postal, una estación de bomberos y una iglesia.

## Historia
El primer registro de visitas por parte de Europeos lo hizo el navegante Cristóbal Colón que, desviado por las fuerzas de los vientos de su ruta, arribó a la isla el 10 de mayo de 1503 y llamó al conjunto de islas "Las tortugas" que después serían renombradas con su denominación actual por los ingleses, que se hicieron con la soberanía de las islas mediante el Tratado de Madrid (1670).
En enero de 1670, el establecimiento inglés fue atacado y destruido por el corsario al servicio de España Manuel Ribeiro Pardal, quedando despoblado hasta 1833.